# Змије са штитастим репом
{{Taxobox 
| name = Змије са штитастим репом
| image = Silybura shortii.jpg
| image_caption = 
 са Цејлона
| regnum = 
| phylum = 
| subphylum = 
| classis = 
| ordo = 
| subordo = 
| infraordo = 
| familia = 
| familia_authority = , 1832
| synonyms = * -{Uropeltana - Müller, 1832
- Uropeltacea - Müller, 1832
- Rhinophes - Fitzinger, 1843
- Uropeltidae - Gray, 1845
- Uropeltina - Gray, 1858
- Plecturina - Gray, 1858
- Rhinophidae - Cope, 1900
- Uropeltinae - McDowell}-, 1975[1]

}}
Змије са штитастим репом (Uropeltidae) су породица змија која је добила назив по карактеристичним облицима репа својих представника.

## Карактеристике
Живе под земљом и врста Uropeltis ocellatus штити улаз у своју јазбину бодљама које се налазе на њеном репу. Наиме, код неких представника реп садржи бодље, односно мале рогове. Код примитивнијих представника реп је у облику купе, док је код изведенијих форми спљоштен. Карлица и задњи удови, чије постојање се сматра примитивном карактеристиком змија, код представника ове породице Uropeltidaeнису присутни.

## Ареал
Настањују Индију и Шри Ланку.